# Relação ternária
Na lógica e na matemática, uma relação ternária ou triádica ou 3-ária é uma relação com três elementos. Por definição, uma relação ternária é um conjunto de trios ordenados (a, b, c).

## Definição
Uma relação ternária R sobre três universos A, B e C (não necessariamente diferentes) é definida por
{\displaystyle R\subseteq A\times B\times C.}
Ou seja, R é um subconjunto do produto cartesiano entre A, B e C. A definição acima se estende em
{\displaystyle R(a,b,c):a\in A,b\in B,c\in C,}
onde R(a, b, c) será verdadeira sse (a, b, c) ∈ R.

### Exemplos
- A relação P, definida por

{\displaystyle P=\lbrace (x,y,z)\in \mathbb {N} ^{3}:x+y+z=1\rbrace .}
Ou seja, P= {(1,0,0), (0,1,0), (0,0,1)};
- No Mundo de Tarski[1], a relação Between(a, b, c) representa "a, b e c estão na mesma linha, coluna ou diagonal, e a está entre b e c";

- Na semiótica, há uma relação ternária (s, o, i) onde s é o signo (a palavra, ou som referente ao objeto), o é o objeto, e i é o interpretante(que interpreta o objeto).

### Funções
Uma função A×B→C pode ser vista como um caso de relação R ⊆ A×B×C e que vale
{\displaystyle \forall (a_{n},b_{n},c_{n})\in R,\;R(a_{1},b_{1},c_{1})\land R(a_{1},b_{1},c_{2})\rightarrow (c_{1}=c_{2}).}
ou seja, vale o princípio da univocidade, onde uma função não pode devolver dois valores diferentes para um mesmo argumento de entrada.